# Смърт край Нил (филм, 1978)
„Смърт край Нил“ (на английски: Death on the Niles) е британски детективски филм от 1978 година на режисьора Джон Гилермин, базиран е на едноименния роман на Агата Кристи.

## Сюжет
Внимание:  Текстът по-долу разкрива сюжета на произведението (или части от него)!
На кораба, плаващ по Нил, пътува известният белгийски детектив Еркюл Поаро, който за пореден път обяви, че се е пенсионирал и сега просто иска да си почива. Но на същия кораб се случват редица трагични събития. Младата милионерка Линет Риджуей, която замина на меден месец с младия си съпруг Саймън Дойл, беше простреляна в слепоочието. От смъртта на младата жена се интересуват почти всички пътници, които също пътуват на кораба. Скоро се случват още две убийства. Прислужницата Луиза Бурже, опитала се да изнудва убиеца, прерязва гърлото си, а малко по-късно скандалната писателка Отерборн е убита с револвер в момента, когато иска да назове името на убиеца на Луиза. За да разкрият поредица от тези ужасни престъпления, Еркюл Поаро и неговите прочути „сиви мозъчни клетки“ отново влизат в игра...

## Актьорски състав
| Актьор               | Роля                                          |
| -------------------- | --------------------------------------------- |
| Питър Устинов        | Еркюл Поаро                                   |
| Лоис Чайлз           | Линет Риджуей-Дойл                            |
| Миа Фароу            | Жаклин дьо Белфор                             |
| Саймън Маккоркиндейл | Саймън Дойл                                   |
| Дейвид Нивън         | полковник Рейс                                |
| Бет Дейвис           | Мари Ван Шуйлър                               |
| Маги Смит            | мис Бауърс                                    |
| Анджела Лансбъри     | Саломе Отърборн                               |
| Оливия Хъси          | Розали Отърбърн                               |
| Джон Финч            | Джеймс Фъргюсън                               |
| Джак Уордън          | д-р Лудвиг Беснер                             |
| Джейн Бъркин         | Луиза Бурже                                   |
| Джордж Кенеди        | Андрю Пенингтън                               |
| Индра Джохар         | Г-н Чудхури                                   |
| Хари Андрюс          | Барнстейпъл                                   |
| Сам Уонамейкър       | Рокфорд                                       |
| Силия Имри           | прислужница (не е кредитиранаа в надписите)   |
| Саид Джафри          | слуга на Карнак (не е кредитиран в надписите) |